# Willem de Vogel
Willem de Vogel was een Brabants bouwmeester. Hij was meester metsere van Brussel en ontwierp in die hoedanigheid de Aula Magna van het Koudenbergpaleis (1452-1455), een verdwenen meesterstuk met een grote, pilaarloze overspanning. Misschien maakte hij eerder ook de plannen voor de rechtervleugel van het stadhuis van Brussel (bouwfase 1444-1449). Er is geen naam voor gedocumenteerd en Jan van Ruysbroeck ondertekende pas in 1449 het contract voor de toren, dus is het goed mogelijk dat de voorafgaande fase onder de hoede van de stedelijke bouwmeester verliep. Willems opvolger in die functie was Herman de Vogel.